# Yūan Matsuhashi
Yūan Matsuhashi (jap. 松橋 優安, Matsuhashi Yūan; * 27. Oktober 2001 in der Präfektur Kanagawa) ist ein japanischer Fußballspieler.

## Karriere

### Verein
Yūan Matsuhashi erlernte das Fußballspielen in der Jugendmannschaft von Tokyo Verdy. Hier unterschrieb er 2020 auch seinen ersten Profivertrag. Der Verein aus der Präfektur Tokio spielte in der zweiten japanischen Liga, der J2 League. Sein Zweitligadebüt gab er am 19. August 2020 im Heimspiel gegen den Matsumoto Yamaga FC. Hier stand er in der Startelf. In der 55. Minute wurde er gegen Ryōya Yamashita ausgewechselt. Am 10. August 2021 wechselte er auf Leihbasis zum Ligakonkurrenten SC Sagamihara. Mit dem Verein aus Sagamihara belegte man am Saisonende 2021 den 19. Tabellenplatz und stieg in die dritte Liga ab. Für den Verein absolvierte er insgesamt 37 Ligaspiele. Die Saison 2023 wurde er an den Zweitligisten Renofa Yamaguchi FC ausgeliehen. Hier bestritt er 17 Zweitligaspiele. Nach der Ausleihe kehrte er Anfang 2024 zu Tokyo Verdy zurück.

### Nationalmannschaft
Yuan Matsuhashi spielte 2019 fünfmal in der japanischen U18-Nationalmannschaft.